# Sixty Six
Sixty Six (Alternativtitel: Sixty Six – Eine fast wahre Geschichte) ist eine filmische Tragikomödie von Paul Weiland aus dem Jahr 2006 mit Helena Bonham Carter und Eddie Marsan.

## Handlung
Der Außenseiter Bernie Reubens steht kurz vor seiner eigenen Bar Mizwa. Anfangs plant er noch sorgfältig seine großzügige Feier in einem Luxus-Hotel, um die seines älteren Bruders Alvie zu übertreffen. Er freut sich riesig, denn an diesem Tag geht es nur um ihn, da er von seiner Familie sonst eher vernachlässigt wird. Doch die gerät finanziell von einem Unglück ins nächste und so sind sie gezwungen, zu Bernies Enttäuschung, die Bar Mizwa-Feier im eigenen Heim in Nord-London zu halten. Doch das sollte nicht das einzige Problem bleiben, denn ausgerechnet an Bernies großem Tag findet das Finale der Fußball-Weltmeisterschaft 1966 statt. Das hat zur Folge, dass die meisten der eingeladenen Bar Mizwa-Gäste absagen, um sich das Spiel anzuschauen. Allerdings lässt sich das Bernie nicht gefallen, schließlich ist das Sein großer Tag! England darf es nicht bis ins Finale schaffen. Bernie studiert die Fußballmannschaften aller Länder durch, um Prognosen aufstellen zu können, welches Team die meisten Gewinnerchancen hat, und nach reichlich Recherche kommt er zu dem Schluss, dass England kaum eine Chance hat. Unterdessen passiert der nächste Schicksalsschlag, ein Brand im Haus der Reubens zerstört die obere Etage, wobei Bernies Eltern Esther und Manny aneinandergeraten. Es kommt noch schlimmer, England schafft es tatsächlich in die Endrunde und die Nation feiert, während Bernie am Boden zerstört ist. Am Tage seiner Bar Mizwa zeigt er sich bei der Zeremonie trotzdem von seiner besten Seite und macht unter den wenigen Gästen vor allem seine Mutter unendlich stolz. Zuhause angekommen versucht man zu retten, was noch zu retten ist, denn die Feier ist der Albtraum. Billige Geschenke, hauptsächlich alte Leute und selbst hier versuchen manche Gäste dem Finale der Weltmeisterschaft zu folgen. Bernies Mutter Esther ruft dann schließlich alle für ein Gruppenfoto zusammen, alle nehmen ihre Position ein, und gerade als das Foto geschossen werden soll, fällt auf, dass die wichtigste Person fehlt: Bernie ist verschwunden. Auf der Suche nach ihm finden sich Esther, Mannie und Alvie in Bernies Schuppen wieder, wo sie all seine Fußballmaterialien entdecken und auf ein altes Video von Alvies Bar Mizwa stoßen, womit sie der schockierenden Wahrheit ausgesetzt werden. Sie sehen wie Bernie immer wieder von seiner Familie ausgeschlossen wird, ihnen wird klar, wie viel ihr zweiter Sohn ihnen bedeutet. Vater Mannie begibt sich sofort auf die Suche nach Bernie, und als er ihn schließlich findet, kommt ihm eine zündende Idee, wie Bernies Bar-Mizwa doch noch etwas ganz besonderes werden kann, denn wer hat schon ein Fußballweltmeisterschaftsfinale am Tage seiner Bar-Mizwa. Augenblicklich fahren Bernie und sein Vater zum Fußballstadion und mogeln sich in die Menge. Sie feuern die Mannschaft an und letztendlich gewinnt England das Spiel. Die Menge tobt, darunter ein glücklicher Bernie, der noch nie eine so schöne Zeit mit seinem Vater erlebt hat. Wieder Zuhause blödelt die gesamte Familie herum, spielt Fußball und ist ausgelassen. Bernie fühlt sich endlich wie ein richtiger Teil der Reubens.

## Veröffentlichung
Der Film kam am 3. November 2006 in die britischen Kinos. In den Vereinigten Staaten lief er ab dem 1. August 2008 in ausgewählten Kinos an. In Deutschland hatte der Film im Juni 2007 seine Premiere auf dem Jüdischen Filmfestival Berlin & Potsdam. Im deutschsprachigen Fernsehen wurde er erstmals am 28. April 2008 im Pay-TV gezeigt, im Free-TV erfolgte seine Ausstrahlung am 25. Juni 2012 auf ORF 2.

## Rezeption
Das Lexikon des internationalen Films beurteilt den Film als „sympathische Familienkomödie mit liebevoll-nostalgischer Ausstattung“. Die Kritik von Jeannette Catsoulis in der New York Times beschreibt ihn trotz der launischen und schnulzigen Erzählweise als sentimentalen Film übers Erwachsenwerden. („Despite the dollops of whimsy and tear-jerking narration, “Sixty Six” charts a sentimental struggle toward manhood with period-appropriate charm.“)